# Chalet Plus Ultra
El chalet Plus Ultra es un edificio residencial situado en el municipio español de Gibraleón, en la provincia de Huelva. Fue levantado en la década de 1930, estando actualmente abandonado.

## Características
El chalet se levantó según un proyecto del arquitecto José María Pérez Carasa fechado en 1933, estando también Pérez Carasa a cargo de la dirección de las obras. Se trata de una vivienda unifamiliar situada en un entorno agrícola cercano al núcleo de Gibraleón, estando situado el chalet en el centro de la parcela sobre la que se levanta. Desde un punto de vista arquitectónico, el chalet sobresale por sus imagen exterior que recuerda a los principios de la arquitectura expresionista alemana de comienzos de la década de 1920, y más concretamente a la obra de Erich Mendelsohn.